# Финал Лиги чемпионов УЕФА 1999
Финал Лиги чемпионов УЕФА 1999 года — футбольный матч, который прошёл в среду, 26 мая 1999 года, на стадионе «Камп Ноу» в Барселоне, Испания. В матче определился победитель Лиги чемпионов сезона 1998/99. В финале приняли участие английский клуб «Манчестер Юнайтед» и немецкая «Бавария». Встреча больше всего запомнилась своей неожиданной концовкой, в которой «Манчестер Юнайтед» забил два гола в добавленное время, проигрывая по ходу большей части матча, и выиграл матч со счётом 2:1.
Победа «Манчестер Юнайтед» в финале Лиги чемпионов стала кульминацией триумфального сезона 1998/99, в течение которого английский клуб выиграл «требл» (победы в Премьер-лиге, Кубке Англии и Лиге чемпионов УЕФА) — это достижение не удавалось ни одному английскому клубу в истории. «Бавария» также могла выиграть «требл», так как уже выиграла Бундеслигу в сезоне 1998/99 и вышла в финал Кубка Германии. Впрочем, после поражения в финале Лиги чемпионов «Бавария» также проиграла и в финале Кубка Германии.
«Манчестер Юнайтед» сыграл в финале в традиционных красных футболках, а «Бавария» — в серо-бордовых футболках. Главный арбитр матча Пьерлуиджи Коллина отсудил один из самых важных матчей в своей карьере, а в конце матча столкнулся с «львиным рёвом» трибун (болельщиков «Юнайтед»).

## Путь команд к финалу
| Манчестер Юнайтед                                              | Манчестер Юнайтед                                              | Манчестер Юнайтед                                              | Раунд                   | Бавария                                               | Бавария                                               | Бавария                                               |
| -------------------------------------------------------------- | -------------------------------------------------------------- | -------------------------------------------------------------- | ----------------------- | ----------------------------------------------------- | ----------------------------------------------------- | ----------------------------------------------------- |
| Манчестер Юнайтед                                              | 2:0                                                            | Лодзь                                                          | Второй отборочный раунд | Бавария                                               | 4:0                                                   | Обилич                                                |
| Лодзь                                                          | 0:0                                                            | Манчестер Юнайтед                                              | Второй отборочный раунд | Обилич                                                | 1:1                                                   | Бавария                                               |
| «Манчестер Юнайтед» выиграл со счётом 2:0 по сумме двух матчей | «Манчестер Юнайтед» выиграл со счётом 2:0 по сумме двух матчей | «Манчестер Юнайтед» выиграл со счётом 2:0 по сумме двух матчей | Второй отборочный раунд | «Бавария» выиграла со счётом 5:1 по сумме двух матчей | «Бавария» выиграла со счётом 5:1 по сумме двух матчей | «Бавария» выиграла со счётом 5:1 по сумме двух матчей |
| Манчестер Юнайтед                                              | 3:3                                                            | Барселона                                                      | Групповая стадия        | Брондбю                                               | 2:1                                                   | Бавария                                               |
| Бавария                                                        | 2:2                                                            | Манчестер Юнайтед                                              | Групповая стадия        | Бавария                                               | 2:2                                                   | Манчестер Юнайтед                                     |
| Брондбю                                                        | 2:6                                                            | Манчестер Юнайтед                                              | Групповая стадия        | Бавария                                               | 1:0                                                   | Барселона                                             |
| Манчестер Юнайтед                                              | 5:0                                                            | Брондбю                                                        | Групповая стадия        | Барселона                                             | 1:2                                                   | Бавария                                               |
| Барселона                                                      | 3:3                                                            | Манчестер Юнайтед                                              | Групповая стадия        | Бавария                                               | 2:0                                                   | Брондбю                                               |
| Манчестер Юнайтед                                              | 1:1                                                            | Бавария                                                        | Групповая стадия        | Манчестер Юнайтед                                     | 1:1                                                   | Бавария                                               |
| «Манчестер Юнайтед» занял второе место в группе D              | «Манчестер Юнайтед» занял второе место в группе D              | «Манчестер Юнайтед» занял второе место в группе D              | Групповая стадия        | «Бавария» заняла первое место в группе D              | «Бавария» заняла первое место в группе D              | «Бавария» заняла первое место в группе D              |
| Манчестер Юнайтед                                              | 2:0                                                            | Интернационале                                                 | Четвертьфиналы          | Бавария                                               | 2:0                                                   | Кайзерслаутерн                                        |
| Интернационале                                                 | 1:1                                                            | Манчестер Юнайтед                                              | Четвертьфиналы          | Кайзерслаутерн                                        | 0:4                                                   | Бавария                                               |
| «Манчестер Юнайтед» выиграл со счётом 3:1 по сумме двух матчей | «Манчестер Юнайтед» выиграл со счётом 3:1 по сумме двух матчей | «Манчестер Юнайтед» выиграл со счётом 3:1 по сумме двух матчей | Четвертьфиналы          | «Бавария» выиграла со счётом 6:0 по сумме двух матчей | «Бавария» выиграла со счётом 6:0 по сумме двух матчей | «Бавария» выиграла со счётом 6:0 по сумме двух матчей |
| Манчестер Юнайтед                                              | 1:1                                                            | Ювентус                                                        | Полуфиналы              | Динамо (Киев)                                         | 3:3                                                   | Бавария                                               |
| Ювентус                                                        | 2:3                                                            | Манчестер Юнайтед                                              | Полуфиналы              | Бавария                                               | 1:0                                                   | Динамо (Киев)                                         |
| «Манчестер Юнайтед» выиграл со счётом 4:3 по сумме двух матчей | «Манчестер Юнайтед» выиграл со счётом 4:3 по сумме двух матчей | «Манчестер Юнайтед» выиграл со счётом 4:3 по сумме двух матчей | Полуфиналы              | «Бавария» выиграла со счётом 4:3 по сумме двух матчей | «Бавария» выиграла со счётом 4:3 по сумме двух матчей | «Бавария» выиграла со счётом 4:3 по сумме двух матчей |

## Перед матчем
В день финала бывшему тренеру «Манчестер Юнайтед» сэру Мэтту Басби, который умер в 1994 году, исполнилось бы 90 лет. Он был единственным на тот момент тренером «Юнайтед», выигравшим с клубом главный европейский клубный трофей. Перед матчем вратарь «Манчестер Юнайтед» Петер Шмейхель объявил о своём желании завершить карьеру летом 1999 года, что означало, что финал станет его последним матчем за клуб. Из-за дисквалификации капитана команды Роя Кина Шмейхель был назначен капитаном команды на этот матч.
Из-за дисквалификации финал Лиги чемпионов 1999 года пропустили игроки «Манчестер Юнайтед» Рой Кин и Пол Скоулз.
В заявке «Баварии» на матч было 15 игроков из Германии (в заявке «Манчестер Юнайтед» — 9 англичан), причём в стартовом составе немецкого клуба вышли 10 немцев и лишь один представитель другой страны.
Перед началом матча на стадионе «Камп Ноу» оперная певица Монсеррат Кабалье вживую исполнила песню «Барселона», которую она ранее записала в дуэте с Фредди Меркьюри (он появился на электронных экранах в записи).

## Обзор матча

### Составы команд
Капитан «красных дьяволов» Рой Кин и полузащитник Пол Скоулз из-за перебора карточек пропускали финал, вследствие чего полузащита была изменена следующим образом: в центре играли Дэвид Бекхэм и Ники Батт, на правом фланге Райан Гиггз, а на левом фланге Йеспер Блумквист. Из-за травмы в финале не смог сыграть центральный защитник Хеннинг Берг, которого заменил соотечественник Ронни Йонсен, поставленный вместе с Япом Стамом, оправившимся после травмы ахиллова сухожилия. Капитаном команды в отсутствие Роя Кина был назначен вратарь Петер Шмейхель, который проводил последний матч за «Манчестер Юнайтед». В нападение были отправлены Энди Коул и Дуайт Йорк, лучшие бомбардиры клуба в сезоне, в то время как Тедди Шерингем был отправлен на скамейку запасных. В заявку на матч попали также нападающий Уле-Гуннар Сульшер (он начинал матч часто на скамейке запасных), второй вратарь Раймонд ван дер Гау, защитники Дэвид Мэй, Фил Невилл и Уэс Браун, а также полузащитник Джонатан Грининг.
Травмы не обошли стороной и баварцев: Оттмар Хитцфельд перед финалом потерял левого защитника Биксанта Лизаразю и нападающего Джоване Элбера, которые получили травмы колен. В атаку Хитцфельд отрядил Марио Баслера, Карстена Янкера и Александра Циклера. Линию защиты составили в центре Томас Линке и Самуэль Куффур при поддержке свипера Лотара Маттеуса, на правом фланге расположился Маркус Баббель, а на левом играл Михаэль Тарнат. В центре полузащиты играли Штефан Эффенберг и Йенс Йеремис.

### Ход матча

#### Первый тайм
В дебюте матча на шестой минуте Ронни Йонсен грубо сфолил против Карстена Янкера недалеко от штрафной площади, и со штрафного удара Марио Баслер поразил дальний угол ворот Шмейхеля, открыв счёт в матче и выведя баварцев вперёд. МЮ, несмотря на такое плохое начало встречи, перехватил инициативу и завладел мячом, однако извлечь выгоду из этого не смог, так и не создав ни одного момента. Особенно активным в составе английской команды был Дэвид Бекхэм.
Защита «Баварии» действовала слаженно и не позволяла «манкунианцам» нанести хоть один удар в створ ворот Оливера Кана: удар Энди Коула с близкого расстояния был заблокирован сразу тремя игроками баварцев. «Бавария» действовала на контратаках более опасно, нежели «Манчестер Юнайтед», однако Карстен Янкер, который своими рывками проверял защиту «красных дьяволов» на прочность, часто попадал в положение «вне игры».
Коул позднее попытался нанести ещё один удар в пределах штрафной площади «Баварии», однако Оливер Кан вовремя выбежал из ворот и забрал мяч. В ответ Марио Баслер и Александр Циклер упустили моменты для того, чтобы удвоить преимущество своей команды: Баслер неудачно пробил со штрафного, а Циклер с линии штрафной отправил мяч рядом со штангой. В самом конце первого тайма Райан Гиггз после навеса от Коула попытался пробить головой, однако у него не получился удар, и мяч забрал Оливер Кан.

#### Второй тайм
Вторая половина встречи началась для баварцев вполне оптимистично: Карстен Янкер организовал очередной выпад в сторону ворот «Манчестера Юнайтед», хотя Шмейхель взял его удар. Баслер продолжил нагнетать опасность над воротами «манкунианцев» и сначала опасно пробил с 27 метров, а затем в следующей атаке организовал навес на Маркуса Баббеля, который толком не попал по мячу. На 55-й минуте у ворот «Баварии» состоялся первый по-настоящему голевой момент: Райан Гиггз навесил на Йеспера Блумквиста, который со всей силы отправил мяч над перекладиной.
Активность Баслера заставила Алекса Фергюсона выпустить на 67-й минуте на поле вместо Блумквиста нападающего Тедди Шерингема, который должен был помочь перехватить инициативу. Ответный ход Оттмара Хитцфельда не заставил себя долго ждать: через четыре минуты, на 71-й минуте вместо Циклера на поле появился Мехмет Шолль. Шолль сразу же после выхода организовал опасную атаку, которая завершилась мощным дальним ударом Штефана Эффенберга мимо ворот. На 75-й минуте Эффенберг снова нанёс удар по воротам Шмейхеля, но мяч пролетел над перекладиной. Вскоре после прорыва Баслера Шолль с 18 метров в упор расстреливал ворота «Манчестер Юнайтед», однако мяч угодил в штангу и от неё улетел прямо в руки Шмейхелю.
Осознав, что времени на спасение матча остаётся не так много, Фергюсон сделал вторую замену на 81-й минуте, выпустив своего «великого запасного» Уле-Гуннара Сульшера. Минутой ранее с поля ушёл Лотар Маттеус, который уступил место Торстену Финку. После замены Сульшер включился в игру и успел нанести удар головой по воротам Кана, однако тот отбил мяч. Ещё через минуту «Бавария» упустила 100-процентный голевой момент: Карстен Янкер сильно пробил в падении через себя, но мяч угодил в перекладину. Давление на ворота «Баварии» усиливалось, и Хитцфельд провёл на 90-й минуте последнюю замену, убрав с поля Марио Баслера и выпустив Хасана Салихамиджича. Шерингем и Сульшер успели отметиться ударами по воротам Кана за последние пять минут второго тайма.
К основному времени матча судья добавил три минуты.

#### Последние минуты
На первой добавленной минуте «Манчестер Юнайтед» заработал угловой, и в штрафную площадь прибежал даже Петер Шмейхель: Алекс Фергюсон пошёл ва-банк. Дэвид Бекхэм навесил в штрафную, мяч в борьбе в воздухе подправил Шмейхель, Дуайт Йорк направил мяч в гущу игроков. Торстен Финк не успел выбить его из штрафной, и снаряд прилетел к Райану Гиггзу. Тот с правой ноги слабо пробил по воротам, однако, тут же, в касание по мячу точно пробил Тедди Шерингем, отправив мяч в нижний угол — 1:1. «Манчестер Юнайтед» сравнял счёт, когда на табло было показано время 90:36. Фактически, МЮ обеспечил себе как минимум право на дополнительные 30 минут.
Спустя менее 30 секунд после выноса мяча за пределы поля «Манчестер Юнайтед» заработал ещё один угловой, но в этот раз Шмейхель решил не рисковать и не бежать в штрафную. Снова Бекхэм навесил, последовала скидка Шерингема на Сульшера, и тот, подставив ногу, отправил мяч точно под перекладину ворот «Баварии» — 2:1! На табло горели цифры 92:17, когда «Манчестер Юнайтед» забил второй гол. На поле выскочили все игроки «Манчестер Юнайтед» и тренеры, а Петер Шмейхель в восторге даже сделал «сальто» в своей штрафной.
Два мяча в добавленное время деморализовали игроков «Баварии»: они были в таком шоке, что даже не хотели продолжать матч. С большим трудом Пьерлуиджи Коллина сумел уговорить их встать и продолжить матч. Баварцы были расстроены тем, что упустили за три минуты победу в решающем матче: ещё обиднее было из-за того, что фанаты мюнхенцев начали праздновать победу ещё до конца встречи, готовя торжественный баннер. Когда команды доиграли последнюю, третью минуту добавленного времени, Пьерлуиджи Коллина своим свистком зафиксировал победу команды «Манчестер Юнайтед» и выигрыш второго в её истории Кубка Лиги чемпионов УЕФА.
Баварцы пребывали в подавленном настроении: Самуэль Куффур плакал после матча, колотив кулаками по полю газона, и даже рослый и серьёзный Карстен Янкер не мог сдержать своего горя. Ещё большим и болезненным ударом это поражение стало для Лотара Маттеуса, который так и не выиграл Лигу чемпионов УЕФА: он ушёл с поля за 10 минут до конца матча и наблюдал со скамейки запасных за тем, как его команда упускает победу.
На церемонии награждения заветный Кубок Лиги чемпионов вместе поднимали Петер Шмейхель, капитан команды в финальной встрече, и главный тренер Алекс Фергюсон. Для Шмейхеля последняя игра за МЮ стала лучшим достижением в его клубной карьере.

## Отчёт о матче
| Манчестер Юнайтед                | 2:1     | Бавария   |
| -------------------------------- | ------- | --------- |
| - Шерингем 90+1′ - Сульшер 90+3′ | (отчёт) | Баслер 6′ |

| Манчестер Юнайтед | Бавария |

| Манчестер Юнайтед: |    |                     |  |     |
|                    |    |                     |  |     |
| GK                 | 1  | Петер Шмейхель (к)  |  |     |
| RB                 | 2  | Гари Невилл         |  |     |
| CB                 | 6  | Яп Стам             |  |     |
| CB                 | 5  | Ронни Йонсен        |  |     |
| LB                 | 3  | Денис Ирвин         |  |     |
| RM                 | 11 | Райан Гиггз         |  |     |
| CM                 | 8  | Ники Батт           |  |     |
| CM                 | 7  | Дэвид Бекхэм        |  |     |
| LM                 | 15 | Йеспер Блумквист    |  | 67' |
| CF                 | 9  | Энди Коул           |  | 81' |
| CF                 | 19 | Дуайт Йорк          |  |     |
| Запасные:          |    |                     |  |     |
| GK                 | 17 | Раймонд ван дер Гау |  |     |
| DF                 | 4  | Дэвид Мэй           |  |     |
| DF                 | 12 | Фил Невилл          |  |     |
| DF                 | 30 | Уэс Браун           |  |     |
| MF                 | 34 | Джонатан Грининг    |  |     |
| FW                 | 10 | Тедди Шерингем      |  | 67' |
| FW                 | 20 | Уле Гуннар Сульшер  |  | 81' |
| Главный тренер:    |    |                     |  |     |
| Алекс Фергюсон     |    |                     |  |     |

| Бавария:         |    |                    |     |     |
|                  |    |                    |     |     |
| GK               | 1  | Оливер Кан (к)     |     |     |
| SW               | 10 | Лотар Маттеус      |     | 80' |
| RB               | 2  | Маркус Баббель     |     |     |
| CB               | 4  | Самуэль Куффур     |     |     |
| CB               | 25 | Томас Линке        |     |     |
| LB               | 18 | Михаэль Тарнат     |     |     |
| CM               | 16 | Йенс Йеремис       |     |     |
| CM               | 11 | Штефан Эффенберг   | 60' |     |
| RF               | 14 | Марио Баслер       |     | 87' |
| CF               | 19 | Карстен Янкер      |     |     |
| LF               | 21 | Александр Циклер   |     | 71' |
| Запасные:        |    |                    |     |     |
| GK               | 22 | Бернд Дреер        |     |     |
| DF               | 5  | Томас Хельмер      |     |     |
| MF               | 7  | Мехмет Шолль       |     | 71' |
| MF               | 8  | Томас Штрунц       |     |     |
| MF               | 17 | Торстен Финк       |     | 80' |
| MF               | 20 | Хасан Салихамиджич |     | 87' |
| FW               | 24 | Али Даеи           |     |     |
| Главный тренер:  |    |                    |     |     |
| Оттмар Хитцфельд |    |                    |     |     |

| Расшифровка позиций: GK — вратарь; RB — правый защитник; СВ — центральный защитник; LB — левый защитник; SW — свипер (свободный защитник); RM — правый полузащитник; CM — центральный полузащитник; LM — левый полузащитник; RF — правый нападающий; CF — центральный нападающий; LF — левый нападающий; DF — защитник; MF — полузащитник; FW — нападающий. Игрок матча: Марио Баслер (Бавария) Помощники судьи: Дженнаро Маццеи (Италия) Клаудио Пульизи Резервный судья: Фьоренцо Треосси (Италия) |

## После матча
Концовка матча была такой неожиданной, что Президент УЕФА Леннарт Юханссон уже покинул свою ложу на трибуне, чтобы спуститься вниз и вручить кубок, уже украшенный ленточками цветов «Баварии», перед тем как Шерингем сравнял счёт. Выйдя из туннеля после финального свистка в матче, он был ошеломлён. «Я не мог в это поверить», — сказал он позднее, «Победители плачут, а проигравшие танцуют». Когда команды вышли для вручения медалей, телезрители со всего мира увидели, как Маттеус снял с себя медаль серебряного финалиста Лиги чемпионов. Ему так и не удалось выиграть этот турнир, так как он переехал в США, где выступал за клуб «Метростарз» в MLS, и не принял участие в победе «Баварии» в Лиге чемпионов 2001 года. Позднее Маттеус заявил, что в 1999 году выиграла «не лучшая команда, а самая везучая».
«Манчестер Юнайтед» стал первым английским клубом, выигравшим Кубок европейских чемпионов с момента «Эйзельской трагедии» 1985 года, а также первым английским клубом, выигравшим «требл» (чемпионат Англии, Кубок Англии и Кубок европейских чемпионов в одном сезоне). Алекс Фергюсон стал первым тренером, выигравшим «требл», и был посвящён в рыцари 12 июня 1999 года в дань признания его вклада в британский футбол. В послематчевом интервью, подводя итоги матча, Фергюсон произнёс легендарную фразу: «Football, bloody hell!» («Футбол, чёрт возьми!»). Этот финал также стал последним матчем Петера Шмейхеля за «Манчестер Юнайтед», в котором он отыграл восемь лет.
После выигрыша «требла» 1999 года между английскими болельщиками разгорелись дебаты по вопросу, считать ли «Манчестер Юнайтед» величайшим клубом в истории, наряду с «Ливерпулем» и «Реалом».

## Факты о матче
- Игроки основного состава «Манчестер Юнайтед» Рой Кин (капитан команды) и Пол Скоулз пропустили матч из-за перебора жёлтых карточек.
- В составе «Манчестер Юнайтед» в ходе матча произошло две замены и оба гола забили вышедшие на поле в результате этих замен игроки.
- Согласно опросу, проведённому «Channel 4» среди своих зрителей в начале 2002 года, исход данного матча занял четвёртое место в списке 100 величайших спортивных моментов в истории.
- «Манчестер Юнайтед» стал первым клубом, выигравшим Кубок европейских чемпионов или Лигу чемпионов УЕФА, и при этом не выиграв этот турнир, национальный чемпионат или национальный кубок в предыдущем сезоне. «Юнайтед» занял второе место в Премьер-лиге сезона 1997/98, но квалифицировался в Лигу чемпионов благодаря расширенному формату, презентованному УЕФА несколько сезонов ранее. «Бавария», в случае своей победы, также добилась бы этого рекорда, так как в предыдущем сезоне уступила первую строчку в Бундеслиге клубу «Кайзерслаутерн».
- В день матча сэру Мэтту Басби, бывшему тренеру «Юнайтед», исполнилось бы 90 лет (он скончался в 1994 году). Басби выиграл с «Манчестер Юнайтед» Кубок европейских чемпионов в 1968 году.
- Десять футболистов из стартового состава «Баварии» были немцами по национальности, тогда как в стартовом составе «Манчестер Юнайтед» было лишь четверо англичан.
- «Манчестер Юнайтед» стал первым клубом в истории финалов новообразованной Лиги чемпионов УЕФА (с 1993 года), который выиграл матч, уступая по его ходу.
- «Юнайтед» забил свой первый гол в 90 минут 36 секунд матча, а второй — в 92 минуты 17 секунд.
- Матч привлёк в среднем 15 млн телезрителей в Британии, а пик телевизионного внимания в Британии пришёлся на добавленное время, когда за матчем наблюдали 19 млн человек[18].